# 13923 Peterhof
13923 Peterhof este un asteroid din centura principală de asteroizi.

## Descriere
13923 Peterhof este un asteroid din centura principală de asteroizi. A fost descoperit pe 22 octombrie 1985 la Observatorul de Astrofizică din Crimeea de Liudmila Juravliova. Asteroidul prezintă o orbită caracterizată de o semiaxă mare de 2,67 ua, o excentricitate de 0,21 și o înclinație de 15,5° în raport cu ecliptica.